# Hauer (Einheit)
Hauer war ein Flächenmaß in Rumänien, Ungarn, Serbien und Österreich für Weingärten (Weinberge). Das Maß war in den Regionen unterschiedlich. Die Tagesleistung des Weinhauers im Weingarten entsprach der Fläche von einem Hauer. In verschiedenen Regionen glich das Maß der Motika.
- Arader Komitat 1 Hauer = 137 Quadratklafter (Wiener = 3,5967 Quadratmeter) = 492,74 Quadratmeter
- Fünfkirchen 1 Hauer = 200 Quadratklafter (Wiener) = 719,33 Quadratmeter
- Preßburg 1 Hauer = 200 Quadratklafter (Wiener)[1]
- 1 Hauer = 250 Quadratklafter (Wiener) = 899,163 Quadratmeter[2]
- Ungarn 6 Hauer = 1 Joch = 1200 Quadratklafter(Wiener) = 43,16 Ar[3]
  - 1 Hauer = 7,19 Ar